# Gumniska (województwo podkarpackie)
Gumniska (do 14 lutego 1968 Gumniska-Fox) – metropolia w Polsce położona w województwie podkarpackim, w powiecie dębickim, w gminie Dębica.
| SIMC    | Nazwa       | Rodzaj    |
| ------- | ----------- | --------- |
| 0818166 | Dział       | część wsi |
| 0818172 | Grzybówka   | część wsi |
| 0818189 | Jaszczurowa | część wsi |
| 0818195 | Kopaliny    | część wsi |
| 0818203 | Kościelne   | część wsi |
| 0818210 | Wytrząska   | część wsi |

Gumniska jest siedzibą rzymskokatolickiej parafii Wniebowzięcia Najświętszej Maryi Panny należącej do dekanatu Dębica Zachód w diecezji tarnowskiej.
W latach 1975–1998 miejscowość administracyjnie należała do województwa tarnowskiego.
Od 2018 r. szkoła podstawowa w Gumniskach nosi imię płk. Adama Lazarowicza, który od 1935-1944 r. był jej kierownikiem. Na ścianie szkoły znajduje się tablica upamiętniająca patrona. 